# Karl von Zyllnhardt (Jurist)
Karl Philipp August Otto Ludwig von Zyllnhardt (* 30. August 1779 in Ludwigsburg; † 27. Juni 1828 in Mauer) war großherzoglich badischer Staatsrat, Präsident des Justizministeriums und der Gesetzgebungskommission.

## Leben
Er war der Sohn des gleichnamigen kurpfälzischen Majors Karl von Zyllnhardt und der Eleonore von Roman. Nach dem frühen Tod der Mutter wuchs er zunächst bei Verwandten der Mutter in Ludwigsburg auf, bevor ihn der Vater 1787 auf sein Landgut in Mauer holte und dort von einem Privatlehrer unterrichten ließ. Ab 1796 studierte er Rechtswissenschaften an der nahe gelegenen Universität Heidelberg, ab 1798 an der Universität Göttingen. Nach seinem Studium war er im Jahr 1800 Praktikant am Reichskammergericht in Wetzlar und trat 1801 am kurpfälzischen Hofgericht in Mannheim in den Staatsdienst ein.
Bei der Neuordnung des deutschen Südwestens und der Auflösung der Kurpfalz in Folge des Reichsdeputationshauptschlusses wurde er in den badischen Staatsdienst übernommen und erhielt Sitz und Stimme im badischen Hofgericht. 1807 berief ihn die badische Regierung als geheimen Legationsrat ins auswärtige Amt nach Karlsruhe. Er wechselte mehrfach den Posten und war 1808 geheimer Hofrat beim Innenministerium. Dort leitete er 1808 Untersuchungen gegen die badische Opposition und rückte zum Ende des Jahres zum Vizepräsidenten des Mannheimer Hofgerichts auf, dessen Präsident er 1814 wurde. Im Zuge der rechtlichen Neuordnung der deutschen Staaten nach dem Wiener Kongress 1815 war Zyllnhardt am 14. April 1816 einer von 26 adligen Unterzeichnern einer umstrittenen Eingabe zur konstitutionellen Monarchie an den badischen Großherzog Karl Friedrich, was am 4. Mai 1816 zu seiner Entlassung aus dem Staatsdienst führte.
Zyllnhardt war darauf in Wien und Prag als Vormund der Grafen von Oberndorf bei der Erbteilung der Grafen von Kollowrath tätig, anschließend stand er als Regierungspräsident der Landgrafen von Hessen-Homburg wieder kurz im Staatsdienst. 1818 zog er sich auf sein Landgut in Mauer zurück.
Als in Baden 1818 Großherzog Ludwig I. die Regentschaft antrat, berief der Zyllnhardt zurück in den badischen Staatsdienst, als Staatsrat und Mitglied der Gesetzgebungskommission. Von 1819 bis 1825 gehörte Zyllnhardt der Ersten Kammer der Badischen Landstände an. Er war Befürworter der konstitutionellen Monarchie und des Repräsentativsystems. Von 1821 an war er außerdem Curator der Universität Heidelberg, ferner war er einer der Deputierten bei der Generalsynode von 1821, die zur Bildung der Evangelischen Landeskirche in Baden führte. 1823 wurde ihm vom Großherzog das Ephorat des Karlsruher Lyceums übertragen.
1822 rückte Zyllnhardt zum Präsidenten des Justizministeriums und der badischen Gesetzgebungskommission auf. Unter seinem Vorsitz entstanden die Grundzüge der badischen Gerichts- und Strafprozessordnung.
Ab 1827 machte sich eine schwere Krankheit bemerkbar, aufgrund deren sich Zyllnhardt im Frühjahr 1828 auf sein Landgut zurückzog. Am 27. Juni 1828 erlag er seinem Leiden.
Er war in erster Ehe ab 1804 mit Sophie von Lichtenberg verheiratet, die ihm 1805 eine Tochter gebar und 1823 verstarb. 1824 heiratete er Karoline von Vorbeck; diese zweite Ehe blieb kinderlos. Zyllnhardts Besitz in Gauangelloch, Mauer und anderen Orten kam über die Hochzeit seiner Tochter an die Göler von Ravensburg.